# Delassor paraguayanus
Delassor paraguayanus är en insektsart som först beskrevs av Victor Lallemand 1927.  Delassor paraguayanus ingår i släktet Delassor och familjen spottstritar. Inga underarter finns listade i Catalogue of Life.